# Mariemma
Guillermina Teodosia Martínez Cabrejas, mieux connue sous le nom de scène de Mariemma, née le 10 janvier 1917 à Íscar (province de Valladolid, en Espagne) et morte le 10 juin 2008 à Madrid, est une danseuse et chorégraphe espagnole.

## Biographie et carrière
À l'âge de deux ans, elle émigre avec sa famille en France, à Paris où elle suivit une formation à l'école de danse du théâtre du Châtelet. Jeune figure prodige, elle effectua avec sa première tournée en France et en Suisse, en compagnie de sa sœur María Asunción. C'est à cette époque que la jeune Guillermina Martínez Cabrejas commença à se faire connaître sous le nom de Emma. En 1936, elle compose sa première chorégraphie pour L'Amour sorcier, un ballet de Manuel de Falla.
En 1940, elle rentre en Espagne où elle se représente, trois ans plus tard à Madrid et où elle monte, en 1955, sa compagnie de danse (Mariemma Ballet de España) avec laquelle elle ira en tournée en Europe et en Amérique du Nord et du Sud. Considérée comme un « génie de la danse espagnole », elle maîtrisait quatre styles de danse espagnole : le boléro, les danses folkloriques, le flamenco et la danse stylisée.
Elle commença à donner des cours de danse en 1960 et en 1969, elle est chargée de diriger le département de danse du Real Conservatorio de Arte Dramático y Danza de Madrid. Auteur de chorégraphies mythiques pour la compagnie de danse espagnole, le Ballet Nacional de España, telles que Díez melodías vascas et Fandango en 1979 et Danza y tronío en 1984. Dans les années 1980, Mariemma fonda sa propre école de danse à Madrid et à Valladolid.
Mariemma reçut d'innombrables récompenses tout au long de sa carrière dont le Premio Nacional de Danza en 1950, la médaille d'or du Círculo de Bellas Artes de Madrid en 1951, le Premio Nacional de Coreografía en 1955 et la médaille d'or du mérite des beaux-arts en 1981. En 1996, elle est faite chevalier de l'ordre des Arts et des Lettres par le ministère français de la Culture.
Malade depuis plusieurs années, elle meurt le 10 juin 2008 à l'âge de 91 ans d'une hémorragie cérébrale dans son sommeil, selon les médias.

### Filmographie
- (en) Mes chemins à travers la danse est un film de Daniel G. Cabrero réalisé en 2010 sur la vie artistique de Mariemma. Le film contient des images inédites des chorégraphies de Mariemma et de sa compagnie lors de ses tournées mondiales. Sont interviewés, des artistes et des personnalités telles que Enrique Morente, Aída Gómez, Elio Berhanyer, Lola Greco, Antonio Canales, Elvira Andrés, Goyo Montero, Mari Carmen Luzuriaga, Roger Salas, Tomasa Benito, Cristina Marinero et Carlota Mercé.